# Justina Machado
Pour les articles homonymes, voir Machado.
Justina Machado  est une actrice américaine née le 6 septembre 1972 à Chicago (Illinois). 
Elle accède à la notoriété grâce au rôle de Vanessa Diaz dans la série télévisée dramatique Six Feet Under (2001-2005), qui lui permet de remporter le Screen Actors Guild Award de la meilleure distribution pour une série télévisée dramatique en 2004. 
Depuis, elle s'illustre de manière récurrente, à la télévision, dans des séries comme Missing : Disparus sans laisser de trace (2003-2004), Urgences (2009),  les éphémères Three Rivers (2009-2010) et Welcome to the Family (2013) ou encore Reine du Sud (2016) et Jane the  Virgin (2016-2018). 
Au cinéma, elle a joué des seconds rôles dans des productions tels que le blockbuster horrifique Destination finale 2 (2003), la comédie romantique Un mari de trop (2008), le drame indépendant Pedro (2008), qui lui vaut les éloges de la critique ou encore le film policier Dans la brume électrique (2009) et les thrillers The Call (2013) et American Nightmare 2: Anarchy (2014). 
Elle porte la sitcom comique Au fil des jours (2017-2020), qui lui vaut deux Imagen Awards de la meilleure actrice de télévision.

## Biographie

### Enfance et formation
D'origine portoricaine, elle est l’aînée d'une famille de 5 enfants. Élevée dans la religion catholique et dans la pauvreté, ses parents ont déménagé de Porto Rico à Chicago, où ils ont eu deux enfants. Ils ont ensuite divorcé et sa mère s'est remariée et a eu trois enfants. Machado a eu une quinceanera traditionnelle,,.  
Très active dans le théâtre, elle participe à de nombreuses représentations locales et se passionne pour la danse. Elle a été diplômée de l'école secondaire "Lane Tech" (Lane Tech High School) à Chicago, qu'elle a fréquenté de 1986 à 1990. Elle s'intéresse ensuite à la comédie et joue dans plusieurs pièces de la Compagnie de Théâtre du Chicago Latino (Latino Chicago Theater Company),,,. 
Elle mesure 1,57m.

### Carrière

#### Débuts discrets (années 1990)
Après s'être installé à Los Angeles pour se consacrer à sa carrière d'actrice, elle décroche ses premiers contrats à la télévision. C'est ainsi qu'elle apparaît dans des séries télévisées comme ABC Afterschool Special, Missing Persons, New York Police Blues, La Famille du bonheur et Urgences.  
En 1996, elle joue dans son premier téléfilm pour Un amour étouffant, un drame dans lequel elle donne la réplique à Candace Cameron Bure et Fred Savage.  
L'année d'après, elle joue dans son premier long métrage pour le drame She's So Lovely, réalisé par Nick Cassavetes et avec le trio de tête Sean Penn, Robin Wright et John Travolta. 
Elle continue ensuite d’apparaître régulièrement à la télévision (Les Anges du bonheur, Promised Land, Demain à la une, Angel), tout en tenant des petits rôles au cinéma (A.I. Intelligence artificielle, Apparitions et Full Frontal).    

#### Révélation à la télévision et seconds rôles au cinéma (années 2000)

Logo original de la série télévisée Six Feet Under.

Ce n'est qu'en 2001, qu'elle est révélée au grand public, lorsqu'elle rejoint la série télévisée dramatique Six Feet Under dans le rôle récurrent de Vanessa Diaz. Véritable succès critique et public, la série lui permet de décrocher, avec l'ensemble du casting principal, le Screen Actors Guild Award de la meilleure distribution pour une série télévisée dramatique, en 2004. A titre personnel, son interprétation est aussi saluée par quelques citations pour l'Imagen Awards et l'ALMA Awards de la meilleure actrice de série télé dans un second rôle.   
Entre-temps, elle joue au cinéma dans le blockbuster horrifique Destination finale 2 (2003) qui lui permet de nouer avec les hauteurs du box office et dans le film d'action Torque, la route s'enflamme (2004) qui déçoit.  
Elle signe également pour un rôle récurrent dans la première saison de la série policière Missing : Disparus sans laisser de trace aux côtés de Caterina Scorsone et Gloria Reuben. L'année d'après, le show Six Feet Under se termine après 5 saisons et plus de soixante épisodes. 
Il s'ensuit une multitude d'interventions sur le petit écran dans des séries installées (Ghost Whisperer, Grey's Anatomy, Cold Case : Affaires classées, Ugly Betty), puis, elle retrouve le chemin des plateaux de tournage d'Urgences, pour incarner cette fois ci un rôle différent mais récurrent, durant la dernière saison du drama médical à succès. Un rôle régulier de dernière minute qui lui permet d'être citée pour l'ALMA Awards de la meilleure actrice dans une série télévisée dramatique.   
Parallèlement, elle intervient discrètement au cinéma : Je crois que j'aime ma femme, Un mari de trop, Dans la brume électrique ainsi que le drame indépendant Pedro, qui lui vaut le titre de meilleure actrice dans un second rôle lors d'un festival du cinéma.  

#### Confirmation télévisuelle et rôles réguliers (années 2010)

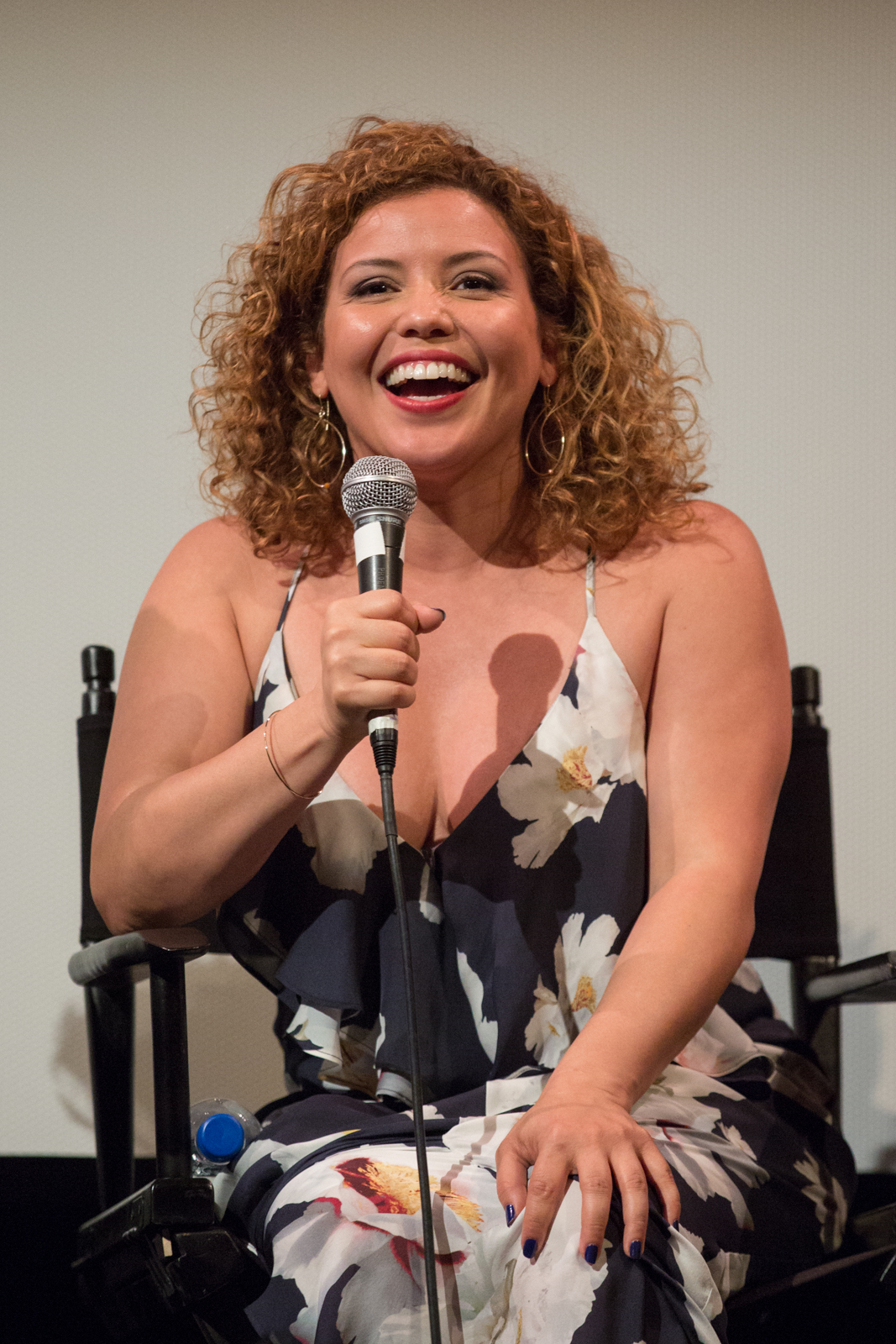
L'actrice lors du ATX Television Festival pour la présentation de la série télévisée Reine du Sud, en 2016.

Elle rejoint ensuite la distribution principale de la série dramatique et médicale Three Rivers aux côtés de Katherine Moennig, Alex O'Loughlin, Daniel Henney et Alfre Woodard, mais les audiences ne sont pas suffisantes et la série ne dépasse pas les treize épisodes initialement commandés.   
L'actrice continue alors d’intervenir dans de nombreuses séries bien télévisées, devenant un visage familier du petit écran, elle apparaît notamment dans Burn Notice, Bones, Off the Map : Urgences au bout du monde, The Protector, Body of Proof et La Loi selon Harry.  
En 2012, elle joue dans deux épisodes de la dernière saison de la série tragi-comique acclamée, Desperate Housewives, donnant la réplique à Teri Hatcher et Eva Longoria, ainsi que deux épisodes de la série dramatique Switched.   
Dans le même temps, elle décroche un rôle présent pour un arc narratif de six épisodes, dans la série dérivée de Grey's Anatomy, Private Practice. Enfin, elle rejoint, à nouveau, la distribution principale d'une série pour la sitcom Welcome to the Family, mais les audiences catastrophiques du show conduisent NBC à interrompre la programmation du show au bout de trois épisodes.  
Elle a un peu plus de chances, au cinéma, grâce aux seconds rôles qu'elle occupe dans les thrillers The Call, portée par l'oscarisée Halle Berry et American Nightmare 2: Anarchy, qui lui permettent, tous deux, de retrouver les hauteurs du box office,. Elle joue également dans le drame The Last of Robin Hood, aux côtés de Dakota Fanning et Susan Sarandon, une production présentée au Festival international du film de Toronto 2013.   
Après avoir joué dans trois épisodes de la série The Fosters, elle rejoint le pilote d'une nouvelle série développée par le réseau ABC, Warriors, mais le projet est finalement abandonné. Elle persévère et joue dans un épisode de Major Crimes et de Heartbeat, puis, deux épisodes de Devious Maids avant de rejoindre la distribution principale de la première saison de la série dramatique Reine du Sud. Il s'agit d'un remake d'une télénovela à succès, portée par l'actrice Kate del Castillo.   
Elle quitte finalement la série pour se consacrer à la sitcom comique Au fil des jours, dont elle est l'héroïne principale, diffusée sur les services Netflix. La série est basée sur la série éponyme de 1975. Le show suit le quotidien d'une famille américaine d'origine cubaine, dont la mère de famille, Penelope (dit Lupita) infirmière débordée, se retrouve seule à devoir s'occuper de l'éducation de ses deux enfants, à la suite du départ de son époux militaire. Elle est finalement aidée par sa mère, l'excentrique Lydia (dit Abuela, incarnée par Rita Moreno).     
Pari risqué mais réussit pour l'actrice puisque le show est un succès, rapidement renouvelé qui lui permet de décrocher l'Imagen Awards de la meilleure actrice de série télé, en 2017 et 2018.     
Dans le même temps, elle accepte un rôle récurrent à partir de la troisième saison de la série tragi-comique récompensée aux Golden Globes, Jane the Virgin. Un temps pressentie pour rejoindre le film Birds of Prey afin d'incarner le personnage de Renee Montoya, le rôle est finalement attribué à l'actrice Rosie Perez.     
En 2019, Au fil des jours est finalement arrêtée à l'issue de la troisième saison. Cette décision entraîne une vague de contestation des fans sur les réseaux sociaux. La série est notamment appréciée pour sa représentation de la communauté latine ainsi que la mise en lumière d'un personnage adolescent ouvertement homosexuel. Une insatisfaction soutenue par Sony Pictures Television souhaitant aussi poursuivre l'aventure et cherchant un repreneur. Après des mois de mobilisation, la série est finalement reprise par le réseau POP TV qui renouvelle le programme pour une quatrième saison, qui sera ensuite proposée en rediffusion sur CBS,. Il est ensuite annoncé que l'actrice était promue productrice de la série et qu'elle réaliserait même un épisode de cette nouvelle saison.   
La même année, elle est l'une des têtes d'affiche du téléfilm dramatique Family Pictures aux côtés d'Elisabeth Röhm et Matt Passmore. Elle profite aussi de l'interruption de tournage d'Au fil des jours pour faire son retour, en tant que guest-star, dans la quatrième saison de Reine du Sud. Et pour obtenir un rôle récurrent dans la saison 5 de Superstore, ce qui lui permet de redonner la réplique à America Ferrera.

## Filmographie

### Cinéma

#### Longs métrages
- 1997 : She's So Lovely de Nick Cassavetes : Carmen Rodriguez
- 1998 : The Week That Girl Died de Sean Travis : Marita
- 2001 : A.I. Intelligence artificielle (Artificial Intelligence: AI) de Steven Spielberg : L'assistante
- 2001 : Sticks de Brett Mayer : Maria
- 2002 : Apparitions de Tom Shadyac : Une infirmière au service d'oncologie
- 2002 : Full Frontal de Steven Soderbergh : Mavis
- 2003 : Destination finale 2 (Final Destination 2) de David R. Ellis : Isabella Hudson
- 2004 : Torque, la route s'enflamme (Torque) de Joseph Kahn : Agent du FBI Henderson
- 2006 : Little Fugitive (en) de Joanna Lipper : Natalia
- 2008 : Un mari de trop (The Accidental Husband) de Griffin Dunne : Sofia
- 2008 : Man Maid de Chris Lusvardi : Terressa
- 2008 : Pedro de Nick Oceano : Mily
- 2009 : Dans la brume électrique (In The Electric Mist), de Bertrand Tavernier : Rosa "Rosie" Gomez, Agent spécial du FBI
- 2013 : The Call de Brad Anderson : Rachel
- 2013 : The Last of Robin Hood de Richard Glatzer et Wash Westmoreland : Madge
- 2014 : American Nightmare 2 : Anarchy de James DeMonaco : Tanya
- 2015 : Endgame de Carmen Marron : Karla
- 2020 : Scooby ! (Scoob !) de Tony Cervone : Jamie Rivera (voix)
- 2020 : All Together Now de Brett Haley : Becky
- 2022 : L'âge de glace : Les aventures de Buck Wild (The Ice Age Adventures of Buck Wild) de John C. Donkin : Zee (voix)

#### Courts métrages
- 1999 : Swallows de Harvey Marks : America
- 2000 : Following Paula de Ed Italo : Paula Ormida
- 2008 : Breast Pump & Blender de Elizabeth Gorcey : Lizzie
- 2015 : Quit d'Elizabeth Gorcey : Amanda
- 2017 : Follow Me de Marshall Cook : Stephanie Marsh

### Télévision

#### Séries télévisées
- 1993 : Missing Persons : Juanita Gonzales
- 1996 : New York Police Blues (NYPD Blue) : Elsa
- 1996 : La Famille du bonheur (Second Noah) : Roxanna
- 1997 : Crisis Center : Raquel
- 1997 : Arsenio : Anna Montez
- 1997 : Goode Behavior : Raquel DeLaRosa
- 1997 / 2009 : Urgences (ER) : Mme Cruz / Claudia Diaz
- 1998 : Gregory Hines Show (The Gregory Hines Show) : Maria
- 1998 : Any Day Now : Olivia
- 1998 : Les Anges du bonheur : Marisol
- 1998 - 1999 : Malcolm & Eddie : Laura Morales
- 1999 : Demain à la une : Laura
- 1999 : Promised Land (en) : Roxie Kahle
- 1999 - 2000 : Oh Baby : Mona
- 2000 : Angel : Jo
- 2001 - 2005 : Six Feet Under : Vanessa Diaz
- 2003 - 2004 : Missing : Disparus sans laisser de trace (1-800-Missing) : Sunny Estrada
- 2006 : Ghost Whisperer : Suzanne
- 2006 : Grey's Anatomy : Anna Nyles
- 2007 : Cold Case : Affaires classées (Cold Case) : Amelia Lopez
- 2007 : Ugly Betty : Clara
- 2008 : Kath & Kim : Angel
- 2009 - 2010 : Three Rivers : Pam Acosta
- 2010 : Burn Notice : Lauren
- 2010 : Bones : Lupe Rojas
- 2011 : Off the Map : Urgences au bout du monde (Off the Map) : Teresa
- 2011 : The Protector : Marisol Casas
- 2011 : Body of Proof : Emily Burrows
- 2011 : La Loi selon Harry (Harry's Law) : Une avocate
- 2012 : Desperate Housewives : Claudia Sanchez
- 2012 : Switched : Mme Munoz
- 2012 - 2013 : Private Practice : Stéphanie Kemp
- 2013 : Welcome to the Family : Lisette Hernandez
- 2013 : The Fosters : Sofia Rivera
- 2013 : Murder Police : Rosa Sanchez (voix)
- 2014 : Major Crimes : Ana Ruiz
- 2015 : Devious Maids : Reina
- 2016 : Heartbeat : Beth / Emily
- 2013 - 2019 : Elena d'Avalor (Elena of Avalor) : Carmen (voix)
- 2016 - 2019 : Jane the Virgin : Darcy Factor
- 2016 / 2019 : Reine du Sud (Queen of the South) : Brenda Parra
- 2017 - 2020 : Au fil des jours (One Day at a Time) : Penelope Alvarez
- 2019 - 2020 : Superstore : Maya
- 2020 : Harley Quinn : Bethany (voix)
- 2021 : Dragons : Les Neuf Royaumes (Dragons : The Nine Realms) : Carla Gonzalez (voix)
- depuis 2025 : Pulse : Natalia Cruz

#### Téléfilms
- 1996 : Un amour étouffant (No One Would Tell) de Noel Nosseck : Val Cho
- 2006 : Fatal Contact: Bird Flu in America (Virus: Nouvelle menace) de Richard Pearce : Alma Ansen
- 2008 : Man of Your Dreams de Jason Ensler : Sheryl
- 2014 : Finders Keepers d'Alexander Yellen : Professeur Elena Carranza
- 2019 : Family Pictures de Manu Boyer : Sylvie

### Clip
- 2003 : Damaged de TLC

### Jeux vidéo
- 2016 : Gears of War 4 : Reyna Diaz (voix)
- 2019 : Gears 5 : Reyna Diaz (voix)

## Voix françaises
En France
| - Annie Milon dans : (les séries télévisées) - Demain à la une - Missing : Disparus sans laisser de trace - Ugly Betty - Three Rivers - Burn Notice - Private Practice - Major Crimes - Devious Maids - Reine du Sud - Jane the Virgin - Dolores Roach (en) - Pulse - Fatiha Chriette dans : - Six Feet Under (série télévisée) - Switched (série télévisée) - Desperate Housewives (série télévisée) - Virus: Nouvelle menace (téléfilm) - Barbara Delsol dans (les séries télévisées) : - Urgences (2e voix - saison 15) - Bones - Sophie Riffont dans : - American Nightmare 2: Anarchy - Au fil des jours (série télévisée) | Et aussi - Hélène Chanson dans Un amour étouffant (téléfilm) - Alexandra Garijo dans Urgences (série télévisée, 1re voix - saison 4) - Sophie Arthuys dans Les Anges du bonheur (série télévisée) - Annabelle Roux dans Angel (série télévisée) - Catherine Hamilty dans Destination finale 2 - Julie Dumas dans Torque, la route s'enflamme - Véronique Alycia dans Ghost Whisperer (série télévisée) - Aurélia Bruno dans Grey's Anatomy (série télévisée) - Marie-Eugénie Maréchal dans Cold Case : Affaires classées (série télévisée) - Carole Franck dans Dans la brume électrique - Yumi Fujimori dans Body of Proof (série télévisée) - Laurence Mongeaud dans The Call - Anne Broussard dans The Fosters (série télévisée) - Laura Zichy dans Finders Keepers (téléfilm) - Juliette Degenne dans All Together Now - Amélia Ewu dans Dragons : Les Neuf Royaumes (voix) - Virginie Caliari dans L'Âge de glace : Les Aventures de Buck Wild (voix) |

## Distinctions
Sauf indication contraire ou complémentaire, les informations mentionnées dans cette section proviennent de la base de données IMDb.

### Récompenses
- 10e cérémonie des Screen Actors Guild Awards 2004 : meilleure distribution pour une série télévisée dramatique dans Six Feet Under
- FilmOut San Diego 2009 : Meilleure actrice dans un second rôle pour Pedro
- Imagen Awards 2017 : Meilleure actrice de télévision pour Au fil des jours
- Imagen Awards 2018 : Meilleure actrice de télévision pour Au fil des jours

### Nominations
- Imagen Awards 2005 : Meilleure actrice de télévision dans un second rôle pour Six Feet Under
- 11e cérémonie des Screen Actors Guild Awards 2005 : meilleure distribution pour une série télévisée dramatique dans Six Feet Under
- ALMA Awards 2006 : Meilleure actrice de série télé dans un second rôle pour Six Feet Under
- Imagen Awards 2006 : Meilleure actrice de télévision dans un second rôle pour Six Feet Under
- 12e cérémonie des Screen Actors Guild Awards 2006 : meilleure distribution pour une série télévisée dramatique dans Six Feet Under
- ALMA Awards 2009 : Meilleure actrice dans une série télévisée dramatique pour Urgences
- Online Film & Television Association 2017 : Meilleure actrice dans une série télévisée comique pour Au fil des jours
- Critics' Choice Television Awards 2019 : Meilleure actrice dans une série télévisée comique pour Au fil des jours
- Imagen Awards 2019 : Meilleure actrice de télévision pour Au fil des jours